# John M. Jumper
John Michael Jumper (* 1985, Little Rock) je americký chemik a počítačový vědec. V současné době působí jako ředitel ve společnosti Google DeepMind. On a jeho kolegové vytvořili AlphaFold, model umělé inteligence (AI), který s vysokou přesností předpovídá struktury proteinů z jejich aminokyselinové sekvence. Uvedl, že tým AlphaFold plánuje uvolnit 100 milionů struktur proteinů.
Vědecký časopis Nature ho v roce 2021 zařadil ve svém každoročním seznamu Nature's 10 mezi deset „lidí, na kterých záleželo“ ve vědě. Jumperovi a Demisi Hassabisovi byla udělena Nobelova cena za chemii za rok 2024 za předpovědi struktur proteinů.

## Vzdělání
Jumper získal bakalářský titul se specializací na fyziku a matematiku na Vanderbiltově univerzitě v roce 2007, magisterský titul v teoretické fyzice kondenzovaného stavu na Cambridgeské univerzitě v roce 2010 v rámci Marshallova stipendia, magisterský titul v teoretické chemii z Chicagské univerzity v roce 2012 a doktorát filozofie v teoretické chemii z Chicagské univerzity v roce 2017. Jeho doktorandy na Chicagské univerzitě byli Tobin R. Sosnick a Karl Freed.

## Kariéra
Jumperův výzkum zkoumá algoritmy pro předpovědi struktury proteinů.

### AlphaFold

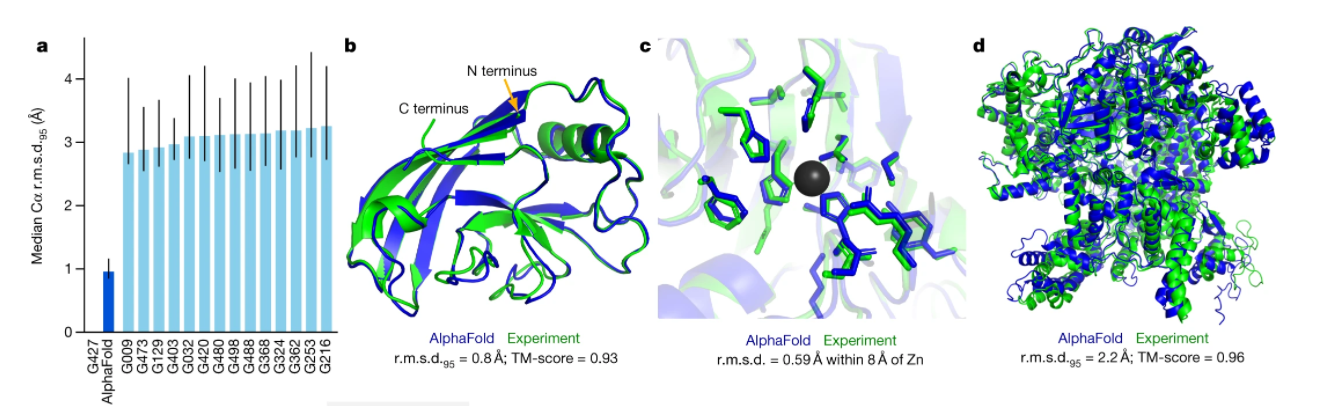
Srovnání výkonu AlphaFoldu s ostatními ostatními konkurenty v soutěži CASP14, srovnání predikované struktury (T1049, tj. PDB 6Y4F) s experimentální

AlphaFold je algoritmus hlubokého učení vyvinutý Jumperem a jeho týmem v DeepMind, výzkumné laboratoři získané mateřskou společností Google Alphabet Inc. Jedná se o program umělé inteligence, který provádí předpovědi struktury proteinů.

### Ocenění a vyznamenání
V listopadu 2020 byl AlphaFold jmenován vítězem 14. soutěže Critical Assessment of Structure Prediction (CASP). Tato mezinárodní soutěž srovnává algoritmy, aby určila, který z nich může nejlépe předpovědět 3D strukturu proteinů. AlphaFold soutěž vyhrál a předčil ostatní algoritmy, když dosáhl více než 90 bodů pro přibližně dvě třetiny proteinů v testu globální vzdálenosti (GDT) CASP, testu, který měří míru, do jaké je struktura předpovídaná výpočetním programem podobná struktuře určené laboratorním experimentem, přičemž 100 je úplná shoda v rámci mezní hodnoty vzdálenosti používané pro výpočet GDT.
V roce 2021 mu byla udělena cena BBVA Foundation Frontiers of Knowledge v kategorii „Biologie a biomedicína“. V roce 2022 obdržel cenu Deborah Wileyové v biomedicínských vědách a v roce 2023 průlomovou cenu ve vědách o životě za vývoj AlphaFold, který přesně předpovídá strukturu proteinu. V roce 2023 mu byla udělena cena Canada Gairdner International Award a cena Alberta Laskera za základní lékařský výzkum.

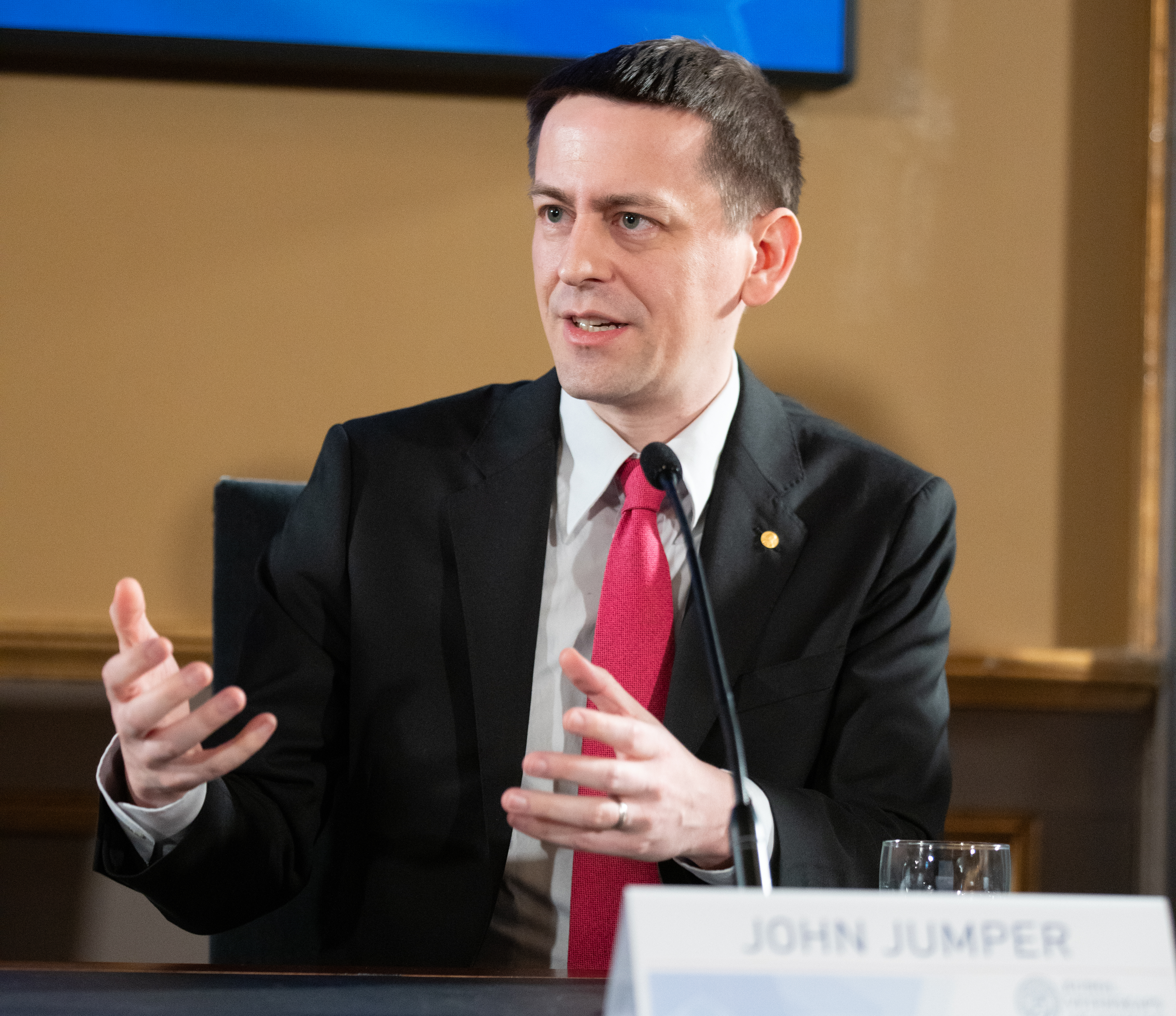
Skokan na tiskové konferenci k Nobelově týdnu 2024

V roce 2024 si s Demisem Hassabisem rozdělili polovinu Nobelovu cenu za chemii za své předpovědi skládání proteinů, druhou polovinu získal David Baker za výpočetní návrh proteinů.